# Ramanou Adiola Bissiriou
Ramanou Adiola Bissiriou (* im 20. Jahrhundert) ist ein beninischer Fußballspieler. Seine Stammposition ist die Abwehr.
In den Jahren 1992 und 1993 stand der Abwehrspieler für mindestens drei Partien, alles Qualifikationsspiele zur Fußballweltmeisterschaft 1994, für die beninische Fußballnationalmannschaft auf dem Platz.